# Női nemzeti labdarúgó-válogatottak listája
Ez a részleges listája a női labdarúgó nemzeti csapatoknak betűrendben a szövetségük szerint.

## AFC (Ázsia)
- Afganisztán
- Ausztrália
- Banglades
- Bahrein
- Brunei
- Bhután
- Kambodzsa
- Kína
- Tajvan
- Guam
- Kelet-Timor
- Hongkong
- India
- Indonézia
- Irak
- Irán
- Japán
- Jordánia
- Kirgizisztán
- Észak-Korea
- Dél-Korea
- Kuvait
- Laosz
- Libanon
- Makaó
- Malajzia
- Maldív-szigetek
- Mongólia
- Mianmar
- Nepál
- Omán
- Pakisztán
- Palesztina
- Fülöp-szigetek
- Katar
- Szingapúr
- Szíria
- Tádzsikisztán
- Thaiföld
- Türkmenisztán
- Üzbegisztán
- Egyesült Arab Emírségek
- Vietnám
- Jemen

## CAF (Afrika)
- Algéria
- Angola
- Benin
- Botswana
- Burkina Faso
- Burundi
- Kamerun
- Kongó
- Kongói DK
- Zöld-foki Köztársaság
- Comore-szigetek
- Közép-afrikai Köztársaság
- Csád
- Dzsibuti
- Egyiptom
- Egyenlítői-Guinea
- Eritrea
- Etiópia
- Gabon
- Ghána
- Gambia
- Guinea
- Bissau-Guinea
- Elefántcsontpart
- Kenya
- Lesotho
- Libéria
- Líbia
- Malawi
- Mali
- Mauritánia
- Marokkó
- Mozambik
- Madagaszkár
- Mauritius
- Namíbia
- Nigéria
- Niger
- Ruanda
- Seychelle-szigetek
- Szenegál
- São Tomé és Príncipe
- Szomália
- Sierra Leone
- Dél-afrikai Köztársaság
- Szváziföld
- Szudán
- Tanzánia
- Togo
- Tunézia
- Uganda
- Zambia
- Zanzibár
- Zimbabwe

## CONCACAF (Észak- és Közép-Amerika, Karibi-térség)
- Antigua és Barbuda
- Aruba
- Belize
- Bermuda
- Brit Virgin-szigetek
- Kanada
- Kajmán-szigetek
- Costa Rica
- Dominikai Közösség
- Dominikai Köztársaság
- Salvador
- Guyana
- Grenada
- Guatemala
- Haiti
- Honduras
- Jamaica
- Mexikó
- Montserrat
- Antigua és Barbuda
- Nicaragua
- Panama
- Puerto Rico
- Saint Kitts és Nevis
- Saint Lucia
- Saint Vincent és a Grenadine-szigetek
- Suriname
- Turks- és Caicos-szigetek
- Trinidad és Tobago
- Egyesült Államok
- Amerikai Virgin-szigetek

## CONMEBOL (Dél-Amerika)
- Argentína
- Bolívia
- Brazília
- Chile
- Kolumbia
- Ecuador
- Paraguay
- Peru
- Uruguay
- Venezuela

## OFC (Óceánia)
- Amerikai Szamoa
- Cook-szigetek
- Fidzsi-szigetek
- Új-Kaledónia
- Új-Zéland
- Pápua Új-Guinea
- Szamoa
- Salamon-szigetek
- Tahiti
- Tonga
- Vanuatu

## UEFA (Európa)
- Albánia
- Andorra
- Örményország
- Ausztria
- Azerbajdzsán
- Fehéroroszország
- Belgium
- Bosznia-Hercegovina
- Bulgária
- Horvátország
- Ciprus
- Csehország
- Dánia
- Anglia
- Észtország
- Feröer
- Finnország
- Franciaország
- Grúzia
- Németország
- Görögország
- Magyarország
- Izland
- Írország
- Izrael
- Olaszország
- Kazahsztán
- Lettország
- Litvánia
- Liechtenstein
- Luxemburg
- Észak-Macedónia
- Málta
- Montenegró
- Moldova
- Hollandia
- Észak-Írország
- Norvégia
- Lengyelország
- Portugália
- Románia
- Oroszország
- San Marino
- Skócia
- Szerbia
- Szlovákia
- Szlovénia
- Spanyolország
- Svédország
- Svájc
- Törökország
- Ukrajna
- Wales

## Lásd még
- Nemzeti labdarúgó-válogatottak listája